# Szarcula (szczyt)
Szarcula (803 m n.p.m.) – dwuwierzchołkowe wzniesienie w Pasmie Baraniej Góry i Skrzycznego w Beskidzie Śląskim. Wydłużone w kierunku z północnego zachodu na południowy wschód leży w wododziale Wisły (Czarnej Wisełki) i Olzy (Odry). Wyższy wierzchołek wznosi się na południowy wschód od przełęczy Szarcula, niższy wierzchołek (798 m) – na południowy wschód od tego pierwszego. Niemal na samym szczycie Szarculi znajduje się Dorkowa Skała, na której uprawiana jest wspinaczka skalna.
Kubalonka jest porośnięta lasem. Biegnie przez nią granica między miejscowościami Istebna i Wisła. Od strony północno-wschodniej trawresuje stoki Szarculi szeroka, obecnie asfaltowa droga grzbietowa z przełęczy Szarcula w stronę Stecówki. Czerwone znaki Głównego Szlaku Beskidzkiego przechodzą praktycznie przez sam szczyt wyższego wzniesienia, natomiast niższe wzniesienie trawersują ścieżką od strony południowej.

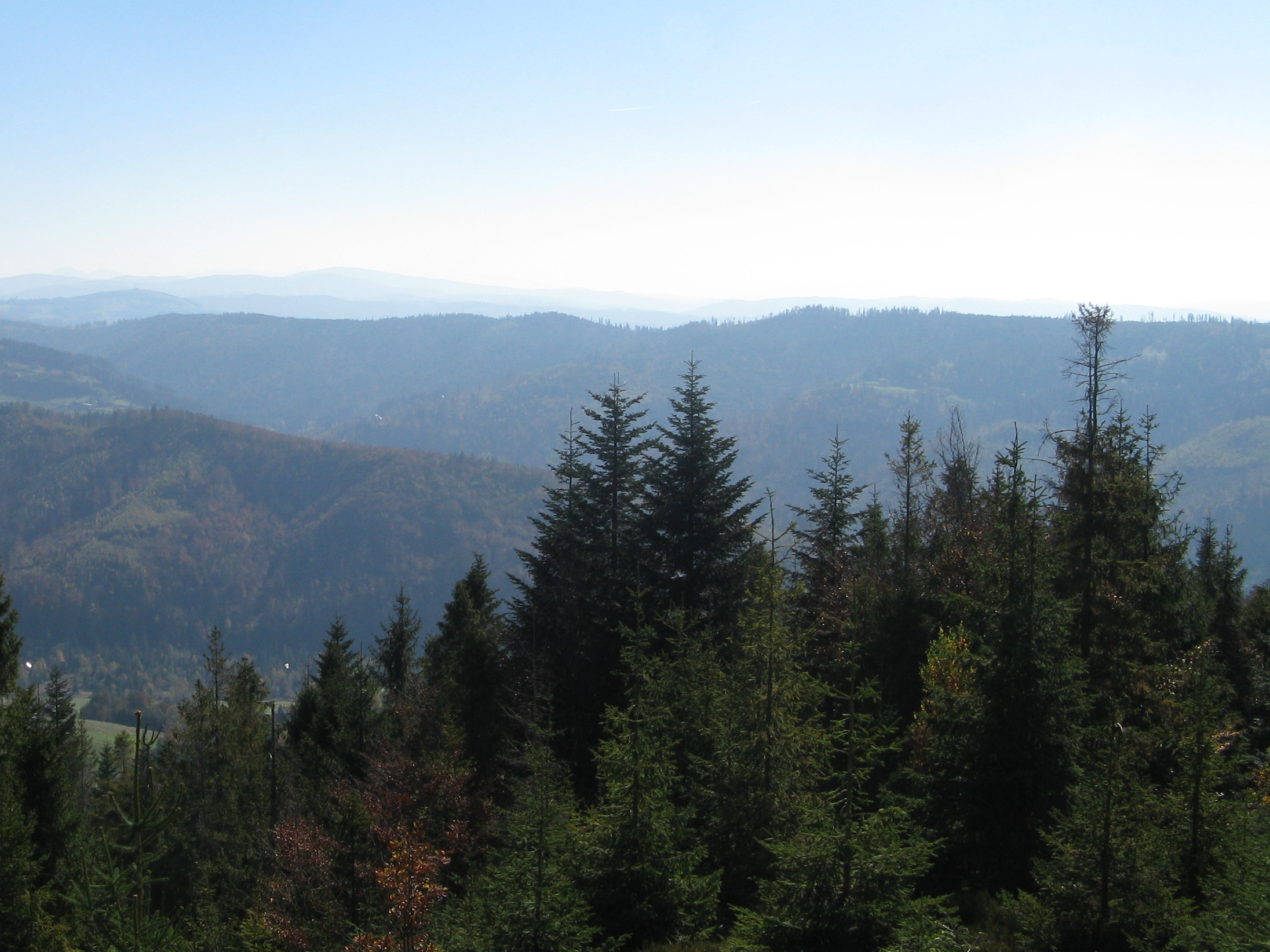
Beskidek, Szarcula i Kubalonka z Czupla
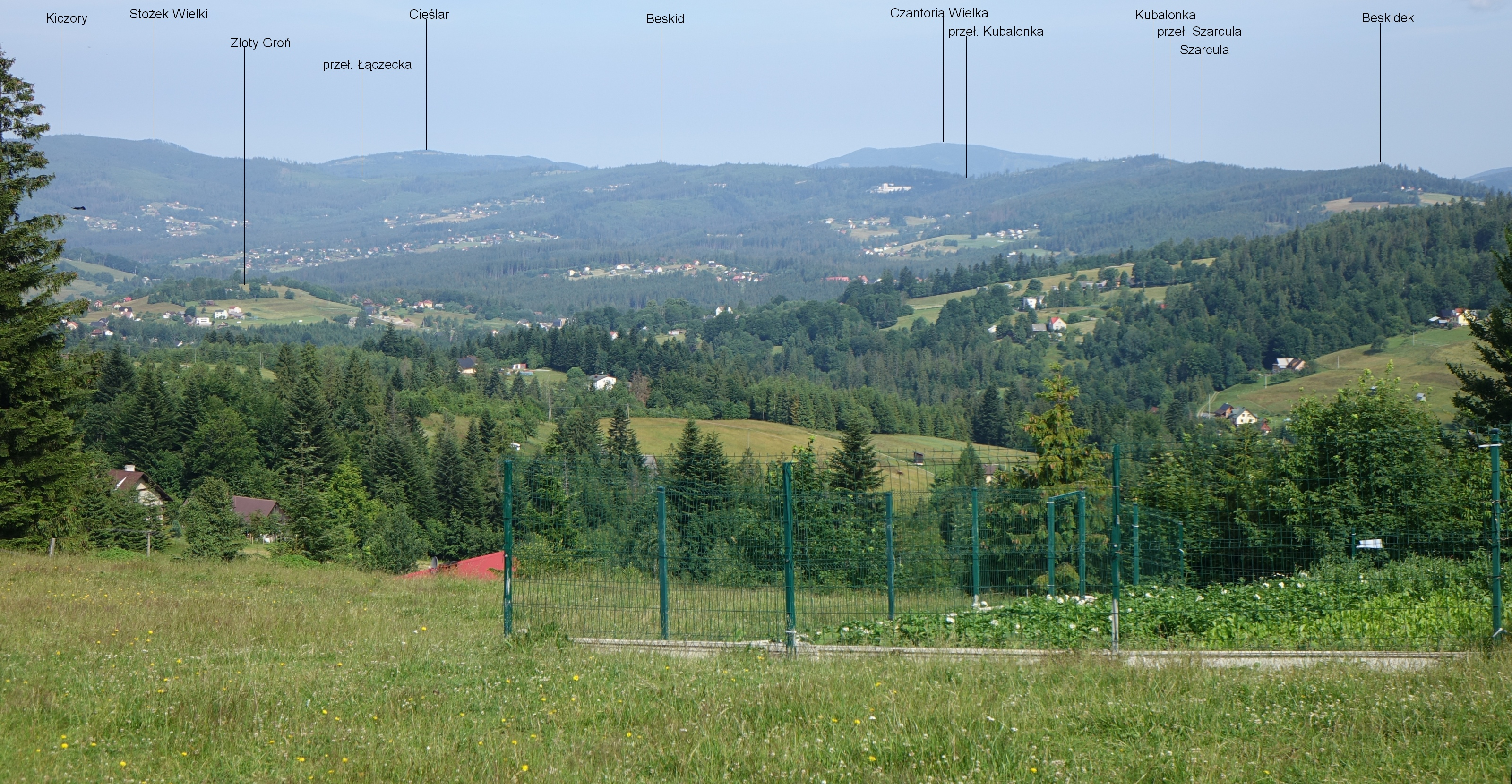
Widok z Koniakowa

## Szlaki turystyczne
Przez Szarculę biegnie Główny Szlak Beskidzki.
 odcinek: przełęcz Kubalonka – Kubalonka – przełęcz Szarcula – Szarcula – Beskidek – Schronisko PTTK Przysłop pod Baranią Górą. Odległość 9,3 km, czas przejścia 2:20 h, z powrotem 2 h.